# Eric Van Rompuy
Pour les articles homonymes, voir Van Rompaey.
 (avril 2014).
Eric Karel Paul Van Rompuy, né à Uccle le 23 novembre 1949, est un homme politique belge membre du CD&V et élu au Parlement flamand.

## Biographie
Il est le fils de Vic Van Rompuy (1923-2004) professeur d'économie à l'université catholique de Louvain. 
Son frère aîné, le ministre d'État Herman Van Rompuy, a été Premier ministre de Belgique (2008-2009) et Président du Conseil européen (2010-2014). 
Après avoir obtenu son diplôme en sciences économiques, il a obtenu un baccalauréat en philosophie (1971). 
En 1975, il a obtenu un doctorat ès sciences économiques à la Katholieke Universiteit Leuven.
Il a ensuite travaillé de 1976 à 1981 comme économiste à la Kredietbank. 
Pendant ce temps, en 1977, il a été pour la première fois élu à une fonction importante au sein du CVP. Il a été président national des Jeunes du CVP, fonction qu'il a conservée jusqu'en 1983. Deux ans plus tôt - en 1981 - il est élu au Parlement européen, mais il n'y a pas été réélu en 1984.
Sa carrière locale a commencé, elle aussi, en 1981. Il a été conseiller communal et premier échevin de Zaventem (1er janvier 1983-31 décembre 1988). En 1988, le CVP de Zaventem s'est retrouvé dans l'opposition et Van Rompuy est devenu président de groupe au conseil municipal où il a été réélu, tant en 1994 qu'en 2000 sans que le CVP quittât l'opposition. Aux élections communales de 2006, l'alliance CD&V/N-VA est entrée dans la majorité. Depuis le 2 janvier 2007, il est échevin chargé des finances, de l'aménagement du territoire et de la planification urbaine, de la planification des structures, de la politique foncière et de la dénomination des rues. 
Sa carrière nationale a pris un nouveau départ, quand il a été élu en 1985 à la Chambre des représentants où il est resté jusqu'en 1995. Son entrée à la Chambre lui a valu de droit un siège au Parlement flamand. De 1991 à 1995, il y a siégé pour le groupe CVP. 
En 1995, il a été élu au premier Parlement flamand. Quelques semaines plus tard le Parlement l'a nommé ministre flamand de l'Économie, des PME, de l'agriculture et des médias, poste ministériel qu'il a perdu en 1999 à la suite de la débâcle du CVP aux élections parlementaires. 
Il a de nouveau présidé le groupe CVP (devenu par la suite le CD&V) au Parlement flamand, fonction qu'il a également perdue après les élections de 2004. Il siège depuis comme simple député.
En 2004, il a découvert quelle était la force politique d'un journal sur Internet : le sien est régulièrement cité par la presse flamande, entre autres sous la rubrique « kreten en gefluister » (« Cris et chuchotements ») du Standaard. Dans ses contributions quotidiennes il donne souvent, à côté de sa vision de la société et de ses idées politiques, des critiques contre ses opposants politiques. C'est ainsi qu'il a appelé Geert Bourgeois « zwakkeling » (« chiffe molle ») et « un petit monsieur » (en français) après la rupture de l'entente entre son parti et la N-VA. À l'intérieur du CD&V, il représente l'aile droite conservatrice du parti, tout comme son frère, Herman. 
Le 7 novembre 2007, il a esquissé sur son blog après le vote sur la scission de l'arrondissement BHV un scénario selon lequel les institutions vont trembler sur leurs fondements. Selon lui, cette crise va toutefois aboutir à une catharsis. En outre, il affirme que seule une nouvelle organisation de l'État une nouvelle forme de coopération entre les communautés peut permettre à la Belgique de fonctionner en tant que nation. Dans une interview au Soir, il prévoit que « la distribution des cartes en 2014 risque d'être telle que l'on ne négociera plus une nouvelle réforme de l'État mais le séparatisme ».

## Distinctions
- Grand officier de l'ordre de Léopold

## Sources
- (nl) Cet article est partiellement ou en totalité issu de l’article de Wikipédia en néerlandais intitulé « Eric Van Rompuy » (voir la liste des auteurs).